# Medal Imtiyaz
Medal Imtiyaz, w przedwojennej Polsce znany jako Medal Zasługi (tur. İmtiyaz Madalyası) – dwustopniowy medal (złoty lub srebrny) Imperium Osmańskiego, nadawany w latach 1879–1923. Był połączony z Orderem Imtiyaz i również noszony na zielono-czerwonej wstędze orderowej.